# Miguel Antônio Pinto Guimarães
Miguel Antônio Pinto Guimarães, o Barão de Santarém (Santarém, 8 de janeiro de 1808 — Santarém, 16 de agosto de 1882), foi um militar, fazendeiro e político brasileiro. Filiado ao Partido Conservador (Império), ocupou os cargos de Vereador, eleitor de capela, Deputado à Assembleia Legislativa da Província, Presidente da Província do Grão-Pará, e também foi Coronel Comandante Superior da Guarda Nacional.
Começou sua trajetória militar em 1831, aos 23 anos de idade como membro da Guarda Nacional (Brasil), participando de reuniões que decidiram estratégias de defesa da vila de Santarém, que corria riscos de ser invadida pelos correligionários de Cônego Batista Campos. Durante a Cabanagem ganhou espaço como liderança no combate das forças rebeldes que invadiram a cidade; atuou junto às forças legalistas no comando de estratégias para os combates ocorridos no reduto cabano de Ecuipiranga.
A Cabanagem serviu de projeção para que pudesse se destacar na região. Adquiriu diversas propriedades no Baixo Amazonas sendo também o maior detentor de escravos na cidade de Santarém.  